# Бриджв'ю (Іллінойс)
Бриджв'ю (англ. Bridgeview) — селище (англ. village) в США, в окрузі Кук штату Іллінойс. Населення — 17 027 осіб (2020).

## Географія
Бриджв'ю розташований за координатами 41°44′25″ пн. ш. 87°48′24″ зх. д. / 41.74028° пн. ш. 87.80667° зх. д. (41.740183, -87.806649).  За даними Бюро перепису населення США в 2010 році селище мало площу 10,76 км², уся площа — суходіл.

## Демографія
Згідно з переписом 2010 року, у селищі мешкало 16 446 осіб у 5700 домогосподарствах у складі 4015 родин. Густота населення становила 1529 осіб/км².  Було 5889 помешкань (548/км²).
Расовий склад населення:
| - 84,5 % — білих - 3,1 % — азіатів - 2,9 % — чорних або афроамериканців - 0,2 % — корінних американців - 6,6 % — осіб інших рас |

До двох чи більше рас належало 2,8 %. Частка іспаномовних становила 15,7 % від усіх жителів.
За віковим діапазоном населення розподілялося таким чином: 25,1 % — особи молодші 18 років, 62,2 % — особи у віці 18—64 років, 12,7 % — особи у віці 65 років та старші. Медіана віку мешканця становила 36,2 року. На 100 осіб жіночої статі у селищі припадало 100,5 чоловіків;  на 100 жінок у віці від 18 років та старших — 98,7 чоловіків також старших 18 років.
Середній дохід на одне домашнє господарство  становив 59 264 долари США (медіана — 50 615), а середній дохід на одну сім'ю — 66 664 долари (медіана — 59 604). Медіана доходів становила 44 913 долари для чоловіків та 34 205 доларів для жінок. За межею бідності перебувало 20,0 % осіб, у тому числі 32,5 % дітей у віці до 18 років та 11,7 % осіб у віці 65 років та старших.
Цивільне працевлаштоване населення становило 7009 осіб. Основні галузі зайнятості: освіта, охорона здоров'я та соціальна допомога — 20,2 %, виробництво — 14,1 %, роздрібна торгівля — 12,1 %.